# Суперкубок
Суперкубок — турнир, традиционно проводящийся среди спортивных команд (футбольных, баскетбольных, волейбольных и др.), и, как правило, открывающий сезон. Традиция розыгрыша национальных суперкубков пошла из футбола. Суперкубок разыгрывается между командами-победителями Чемпионата и Кубка прошедшего сезона (если это одна и та же команда — соперником обычно выступает серебряный призер чемпионата). Иногда разыгрывается в два матча на домашних полях команд, как, например, Суперкубок Испании, но все чаще розыгрыш проводится в один матч на нейтральном поле. Приставка Super считается показателем, что в этом розыгрыше определяется сильнейшая команда нации или региона. Тем не менее, статус чемпиона сохраняется за номинальным победителем Чемпионата. Как правило, суперкубок не принято считать ключевым трофеем, он носит скорее показательный характер.

## Футбол

### Национальные Суперкубки по футболу
- Суперкубок Англии
- Суперкубок Армении
- Суперкубок Беларуси
- Суперкубок Бельгии
- Суперкубок Болгарии
- Суперкубок Венгрии
- Суперкубок Германии
- Кубок Президента Ирландии
- Суперкубок Италии
- Суперкубок Испании
- Суперкубок Казахстана
- Суперкубок Кипра
- Суперкубок Македонии
- Суперкубок Мексики
- Суперкубок Польши
- Суперкубок России
- Суперкубок Румынии
- Суперкубок Словакии
- Суперкубок Словении
- Суперкубок Украины
- Суперкубок Франции
- Суперкубок Хорватии
- Суперкубок Чехии
- Суперкубок Швеции
- Суперкубок Эстонии

### Континентальные Суперкубки
Также свои Суперкубки проводят континентальные футбольные федерации, такие, как:
- УЕФА — Суперкубок УЕФА
- КОНМЕБОЛ — Рекопа Южной Америки
- Азиатская конфедерация футбола — Суперкубок Азии
- Африканская конфедерация футбола — Суперкубок Африки

## Суперкубок по хоккею с шайбой
- IIHF — Суперкубок — хоккейный турнир, проходивший в 1997—2000.
- Хоккейный Суперкубок Европы — (англ. Silver Stone Trophy) — хоккейный трофей.

## Суперкубок по волейболу
- Суперкубок Европы по волейболу

## Прочее
- Суперкубок по гандболу — традиционный турнир по гандболу среди мужчин для лучших национальных сборных
- Суперкубок Европы по футзалу (UEFS)
- Супербоул (американский футбол, США)